# Pocoata (Potosí)
Pocoata ist eine Ortschaft im Departamento Potosí im Hochland des südamerikanischen Andenstaates Bolivien.

## Lage im Nahraum
Pocoata liegt in der Provinz Chayanta und ist der zentrale Ort des Municipios Pocoata. Die Ortschaft liegt auf einer Höhe von 3382 m an einem Fluss mit Namen Río Grande, der flussaufwärts den Namen Río Jachcha Kallpa trägt, und der flussabwärts über den Río Tres Mojones, den Río Chayanta und den Río San Pedro in den bolivianischen Río Grande führt. Der Ort ist eingerahmt von Bergrücken, die bis auf mehr als 3700 m ansteigen.

## Geographie
Pocoata liegt am Ostrand des bolivianischen Altiplano, zwischen der Cordillera Azanaques im Westen und dem Hauptgebirgszug der Cordillera Central im Osten. Die Vegetation ist die der Puna, das Klima ist semiarid und ein typisches Tageszeitenklima, bei dem die mittlere Temperaturschwankung im Tagesverlauf stärker ausfällt als im Verlauf der Jahreszeiten.
Die mittlere Jahresdurchschnittstemperatur von Pocoata liegt bei 12 °C, die Monatsdurchschnittswerte schwanken zwischen knapp 9 °C im Juli und knapp 15 °C im November (siehe Klimadiagramm Pocoata). Der Jahresniederschlag beträgt nur 450 mm und fällt vor allem in den Sommermonaten, die Trockenzeit mit Monatswerten von maximal 20 mm dauert von April bis Oktober.

## Verkehrsnetz
Pocoata liegt in einer Entfernung von 164 Straßenkilometern nordwestlich von Potosí, der Hauptstadt des gleichnamigen Departamentos.
Von Potosí aus führt die Nationalstraße Ruta 1 in nördlicher Richtung über Tarapaya, Yocalla und Cruce Culta weiter nach Oruro und El Alto, der Nachbarstadt von La Paz, und nach Desaguadero am Titicacasee.
In Cruce Culta (früher: Ventilla) zweigt der „Camino Ventilla-Macha“ von der Hauptstraße in nördlicher Richtung ab und erreicht nach 38 Kilometern die Ruta 6 nahe der Ortschaft Macha. Vom Abzweig bei Macha sind es noch einmal 17 Kilometer in nordwestlicher Richtung bis Pocoata.

## Bevölkerung
Die Einwohnerzahl der Ortschaft ist in den vergangenen beiden Jahrzehnten auf fast das Doppelte angestiegen:
| Jahr | Einwohner | Quelle       |
| ---- | --------- | ------------ |
| 1992 | 675       | Volkszählung |
| 2001 | 1029      | Volkszählung |
| 2012 | 1585      | Volkszählung |
| 2024 |           | Volkszählung |

Die Region weist einen deutlichen Anteil an Quechua-Bevölkerung auf, im Municipio Pocoata sprechen 81 Prozent der Bevölkerung Quechua.